# Glyphodes strialis
Glyphodes strialis is een vlinder uit de familie van de grasmotten (Crambidae), uit de onderfamilie van de Spilomelinae. De wetenschappelijke naam van deze soort is voor het eerst voorgesteld als Diaphania strialis door Ping-Yuan Wang in een publicatie uit 1963.
De soort komt voor in China (Yunnan).